# Upholder-Klasse
Die Upholder-Klasse ist eine Klasse von vier diesel-elektrischen U-Booten. Sie wurden zwischen 1983 und 1992 für die britische Royal Navy gebaut und 2002 an die kanadische Marine verkauft, wo die Boote als Victoria-Klasse geführt werden.

## Geschichte
Die Boote wurden in den 1980er Jahren gebaut, um die Flotte von Atom-U-Booten der Royal Navy zu ergänzen. Die Kosten für eine Einheit sollten um 215 Millionen US-$ liegen, waren aber nach der Korrektur einiger Design-Fehler höher.
Die Boote der Upholder-Klasse enthielten eine verbesserte Version des Feuerkontrollsystems der SSNs, die zur selben Zeit gebaut wurden, das Sonarsystem stammte aus französischer Produktion.
Die Boote waren die ersten, die schallabsorbierende Kacheln am Rumpf hatten. Sie sollten das Gegenstück zur sowjetischen Kilo-Klasse bilden, deren Leistung und Design der Upholder-Klasse sehr ähnlich sind. Dennoch entwarf der Konstrukteur Vickers ein völlig neues Boot.
Der Doppelankermotor wurde von den 9.000 Amperestunden starken Batterien oder den zwei Paxman Valenta-Dieselmaschinen getrieben. Bei langsamen Patrouillenfahrten ist bei den Booten nur maximal eine Stunde Schnorcheln nötig, um die Batterien wieder aufzuladen, bei einem 15-Knoten-Transit wären dies ca. acht Stunden.
Jedoch enthielt die Klasse mehrere Mängel; so hätte es passieren können, dass das automatisierte Waffenkontrollsystem ein Ventil der Torpedorohre öffnete, was einen Wassereinbruch und evtl. auch den Verlust des Bootes bedeutet hätte. Dieser Fehler wurde bei allen Booten kurz nach Indienststellung behoben.
Außerdem konnte ein Notmanöver zum Stoppen des Bootes (crash back) dazu führen, dass der Motor Stromstärken bis zu 60.000 Ampere erzeugt, was zum sofortigen Verlust sämtlicher Antriebskraft führte. Da die Dieselmotoren für Lokomotiven konstruiert waren (also ausgelegt für lange Laufzeiten), fielen sie nach kurzzeitigen Schnorchelfahrten häufig komplett aus.
Die Arbeiten zur Korrektur dieser Designmängel nahmen drei Jahre in Anspruch, danach jedoch waren die Boote per passivem Sonar kaum zu orten. Wenn sie schnorchelten, waren sie nicht viel lauter als Atom-U-Boote. Durch ihre geringere Größe waren sie jedoch wesentlich schwerer durch Magnetanomaliedetektoren aufzuspüren.
1993 wurde der Bau der Klasse gestoppt, die vier gebauten Einheiten wurden außer Dienst gestellt und verkauft. Seit 2002 ersetzen die Boote die ebenfalls aus britischer Produktion stammende Oberon-Klasse in den kanadischen Streitkräften.

## Einheiten

### HMCSVictoria
- Kiellegung: Januar 1986
- Fertiggestellt: 14. November 1989

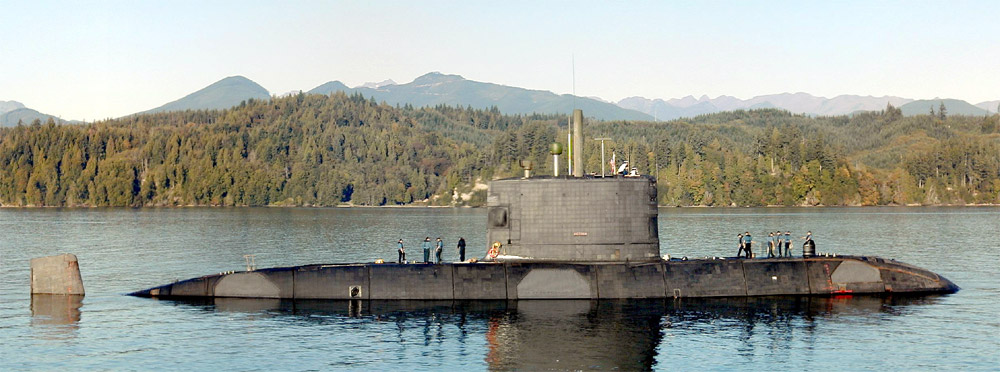
HMCS Victoria in der Nähe von Bangor, Washington

- In Dienst gestellt:(Royal Navy): 7. Juni 1991 als HMS Unseen
- Außerdienstgestellt (Royal Navy): Juli 1994
- In Dienst(Canadian Forces Maritime Command): Dezember 2000
- Stationiert auf der kanadischen Marinebasis CFB Esquimalt.[1]
- Nutzer: Royal Canadian Navy
- Generalüberholung/Modernisierung: 2005 bis Ende 2011 (Trockendock)
- Aktueller Status: aktiv[2]
- Erneute Einsatzfähigkeit: -

### HMCSWindsor
- Kiellegung: Februar 1989
- Fertiggestellt: 16. April 1992

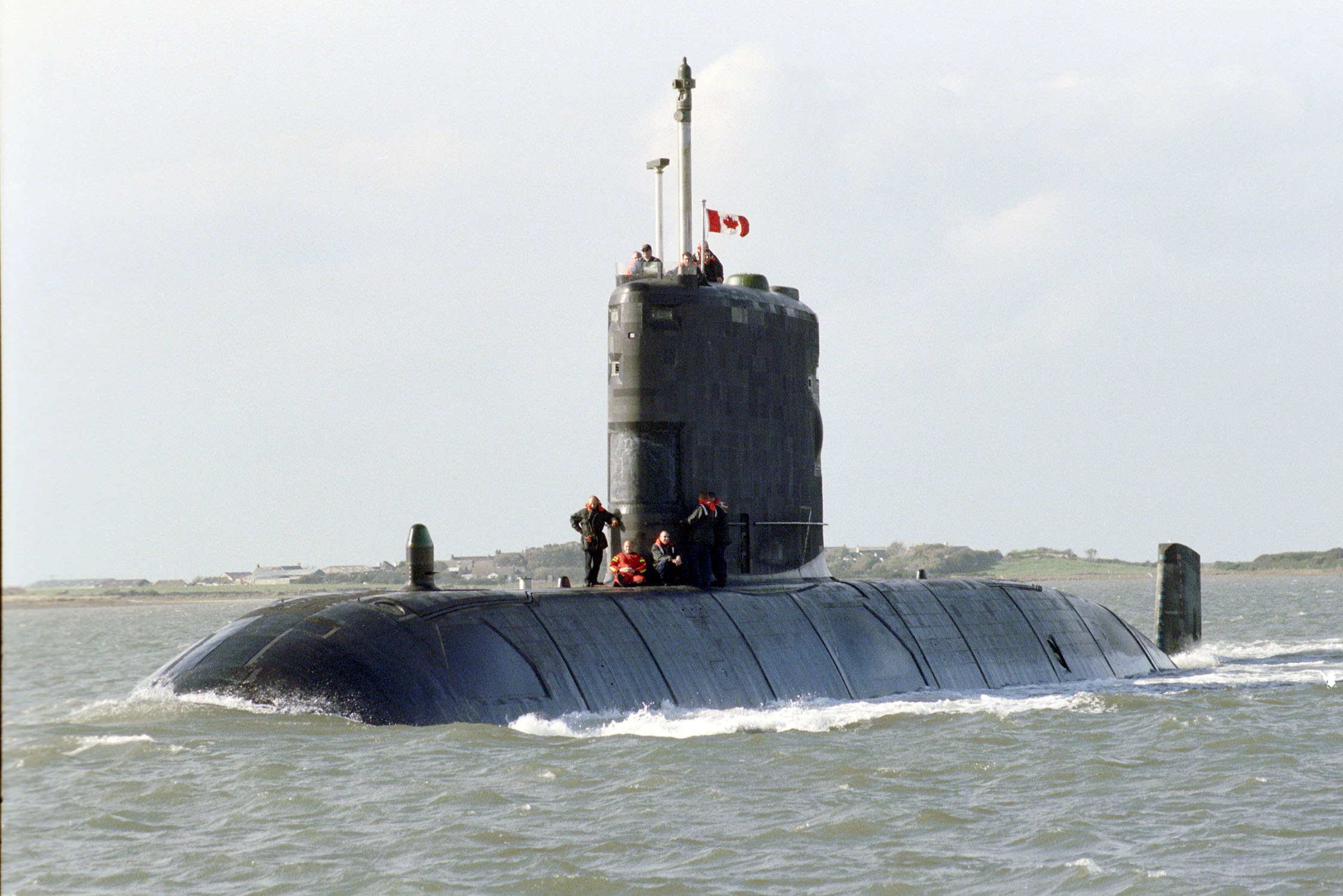
HMCS Windsor vor Faslane-on-Clyde, Schottland

- In Dienst gestellt bei (Royal Navy): 25. Juni 1993 als HMS Unicorn
- Außerdienstgestellt: Oktober 1994
- Unbenannt: Juli 2001 auf HMCS Windsor
- In Dienst bei (Canadian Forces Maritime Command): Oktober 2003
- Stationiert auf der kanadischen Marinebasis CFB Halifax[1]
- Nutzer: Royal Canadian Navy
- Generalüberholung/Modernisierung: -
- Aktueller Status: aktiv[2]
- Erneute Einsatzfähigkeit: -

### HMCSCorner Brook
- Kiellegung: Februar 1987
- Fertiggestellt: 22. Februar 1992
- In Dienst bei (Royal Navy): 8. Mai 1992 als HMS Ursula
- Außerdienstgestellt: Juli 1994
- In Dienst bei (Canadian Forces Maritime Command): März 2003
- Stationiert auf der kanadischen Marinebasis CFB Halifax[1]
- Betreiber: Royal Canadian Navy
- Generalüberholung/Modernisierung: seit 2014 (EDWP)
- Aktueller Status: Eingedockt[2]
- Erneute Einsatzfähigkeit: 2018

### HMCSChicoutimi
- Kiellegung: November 1983
- Fertiggestellt: 2. Dezember 1986
- In Dienst bei(Royal Navy): 2. Juni 1990 als HMS Upholder
- Außerdienstgestellt: April 1993
- In Dienst bei (Canadian Forces Maritime Command): Oktober 2004
- Stationiert auf der kanadischen Marinebasis CFB Halifax[1]
- Betreiber: Royal Canadian Navy
- Generalüberholung/Modernisierung: 2010–2012 bei Victoria Shipyards Ltd. unter der Aufsicht der Canadian Submarine Management Group.
- Aktueller Status: aktiv[2]
- Erneute Einsatzfähigkeit: -

## Modifizierungen

### Waffensysteme
Die U-Boote verfügen über sechs Torpedorohre mit einem Durchmesser von 53,3 cm. Diese sind mit einem Luft-Turbinen-Pump-System ausgestattet. Die Torpedorohre sind für das Abfeuern von Marconi Tigerfish Mk 24 oder Spearfish-Torpedos geeignet. Weiterhin war es möglich, auch Seezielflugkörper des Typs AGM-84 Harpoon und Seeminen anstatt normale Torpedos einzusetzen.
Seit der Nutzung durch die Royal Canadian Navy wurden die Abfeuer- und Lagereinrichtungen für Seezielflugkörper und Seeminen entfernt, um Lagerplatz für 18 Mark-48-Torpedos zu schaffen. Diese Torpedos erreichen Geschwindigkeiten von bis zu 74 km/h und können Ziele in einer Entfernung von 50 km treffen. Bei einem Ziel im Umkreis von 38 km können auch Geschwindigkeiten von bis zu 102 km/h erreicht werden. Die Torpedos nutzen ein aktiv/passiv Sonarsystem, mit dem sie das Ziel erkennen und zerstören.
Lockheed Martin Canada, sowie Northstar Technical haben die Torpedo Feuerleitanlage modernisiert, da die alte den Anforderungen der kanadischen Navy nicht entsprach. Darüber hinaus wurde auch ein UHF DAMA satellitengestütztes Kommunikationssystem installiert.

### Sensoren
Die Boote wurden mit dem elektro-optischen Suchperiskop CK035 und dem Angriffsperiskop CH085 von Thales Optronics ausgestattet. Das binokulare CK035 ermöglicht eine weiträumige Sicht und misst die Entfernung zum Angriffsziel. Das CH085 ist ein binokulares optisches System, welches über wenige Instrumente verfügt, die über Wasser zu erkennen sind. Darüber hinaus verfügt es über eine Wärmebildkamera.
Die U-Boote verfügen über ein Type 2007 Flankensonar und ein Type 2046 Schleppsonar von Thales Underwater Systems, die für längere Reichweiten ausgelegt sind. Beide Systeme arbeiten im Passiv-Modus und in niedrigen Frequenzbereichen, um entfernte Ziele zu erkennen und zu lokalisieren. Das Canadian Towed Array Sonar (CANTASS) wurde in die beiden bestehenden Systeme integriert. Des Weiteren wurde das von Thales Underwater Systems entwickelte Sonar des Typs 2040 im Bug installiert. Dieses Sonar ist ein passives Sonarsystem, welches auf einem mittleren Frequenzbereich arbeitet.
Das Navigationssystem besteht aus dem Global Positioning System und einem Kelvin Hughes Type 1007 Radarsystem, sowie einem  portablen Furuno Navigationssystem, welches im I-Band arbeitet. Northrop Grumman Sperry Marine erhielt den Zuschlag im Februar 2005 zur Aufrüstung eines Mk 49 inertial navigation system, welches auf einer Laserkreisel-Technologie beruht.

### Elektronische Angriffsgegenmaßnahmen
Die Boote sind mit elektronischen Abwehrmechanismen ausgestattet. Sie verfügen über kleine vertikal verlaufende Abschusseinrichtungen, mit denen Täuschkörper ausgestoßen werden können. Somit können die Uboote potentiell angreifende Torpedos mit diesen Täuschkörpern vom ursprünglichen Ziel ablenken.